# Chiesa della Compagnia della Visitazione
La chiesa della Compagnia della Visitazione è un edificio sacro che si trova in località Badia Agnano, a Bucine.

## Descrizione
Costruita all'inizio del Seicento, conserva una grande tela raffigurante la Visitazione, datata 1637, riconosciuta come opera di Bernardino Santini, il maggior esponente della pittura aretina della prima metà del '600.